# Matita per gli occhi

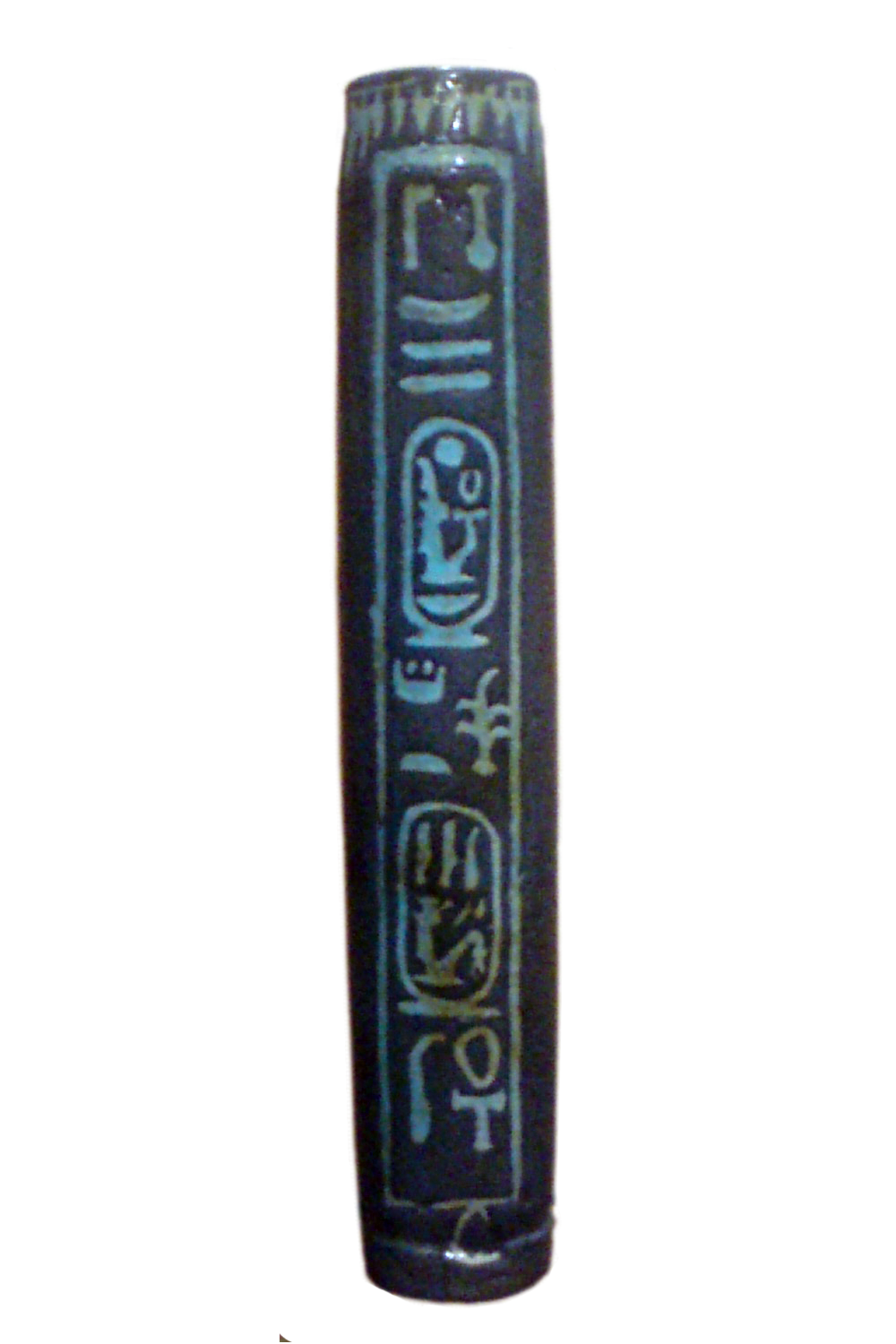
Una matita per gli occhi con incisi i cartigli della regina Amenhotep III.

La matita per gli occhi (anche nota come Kohl) è un cosmetico, in forma di matita, utilizzato per delineare il contorno degli occhi, modificandone o valorizzandone la forma.

## Caratteristiche
La matita per gli occhi può essere applicata sulla palpebra inferiore, su quella superiore o all'interno. Per tale motivo la produzione di matite per gli occhi viene fatta anche in base alle eventuali esigenze oftalmologiche dei consumatori, o per chi indossa lenti a contatto.
La matita per gli occhi è uno dei cosmetici più antichi. Si sa che veniva utilizzato tradizionalmente  già durante l'età del bronzo (dal 3500 a.C. in poi). Inizialmente veniva usato come protezione contro le malattie degli occhi, fornendo protezione alle palpebre anche dai raggi del sole. Addirittura le madri applicavano la matita ai propri figli subito dopo la nascita, per proteggerli dalla cattiva sorte.
Benché, come quasi tutti i cosmetici, la matita per gli occhi è destinata principalmente alle donne, recentemente è stata lanciata sul mercato una matita indirizzata specificatamente agli uomini, chiamata guyliner, ed ispirata al trucco del personaggio di Jack Sparrow nella saga I pirati dei Caraibi.